# Kup Zagrebačkog nogometnog saveza 2015./16.
Kup Zagrebačkog nogometnog saveza za sezonu 2015./16. igran je od 2. rujna 2015. do 18. svibnja 2016. godine 
 U kupu nastupaju klubovi s područja Grada Zagreba, a pobjednik i finalist natjecanja stječe pravo nastupa u pretkolu Hrvatskog kupa u sezoni 2016./17. 

Kup je osvojio Rudeš, pobijedivši u završnici Kustošiju.

## Rezultati

### Pretkolo
Utakmice su igrane 2. rujna 2015.
- Čehi (Gornji Čehi) – Botinec Zagreb 3:2
- Hrašće (Hrašće Turopoljsko) – Uljanik Zagreb 2:2 (5:3)
- Kašina – Concordia Zagreb 0:7
- Mala Mlaka – Odra 0:3 (p.f.)
- Sloga-Gredelj Zagreb – Šparta Elektra Zagreb 0:2
- Horvati 1975 – Jarun Zagreb 4:2
- Zagreb 041 – Zelengaj Zagreb 0:7
- Nur Zagreb – Mladost Buzin 2:1
- Prigorje Markuševec Zagreb – Ivanja Reka 7:0
- Sava Zagreb – Polet Sveta Klara Zagreb 3:0
- Blato Zagreb – Tekstilac-Ravnice Zagreb 1:1 (6:5)
- Mladost Donji Dragonožec – Prigorje Žerjavinec 0:3 (p.f.)
- Hrvatski Leskovac – Prečko Zagreb 1:3
- Gavran Zagreb – Omladinac Odranski Strmec 3:0 (p.f.)

### Šesnaestina finala
Utakmice su igrane 22., 23. i 30. rujna 2015.
- Zelengaj Zagreb – Dubrava Zagreb 0:3
- Brezovica – Trešnjevka Zagreb 2:3
- Studentski grad Zagreb – HAŠK 1903 Zagreb 3:1
- Gavran Zagreb – Ponikve Zagreb 0:3 (p.f.)
- Sesvetski Kraljevec Zagreb – Hrvatski dragovoljac Zagreb 0:3
- Horvati 1975 – Špansko Zagreb 1:1 (6:5 11 m)
- Hrašće (Hrašće Turopoljsko) – Kustošija Zagreb 0:7
- Concordia Zagreb – Rudeš Zagreb 1:7
- Blato Zagreb – Sesvete Zagreb 0:6
- Odra – Maksimir Zagreb 1:1 (4:5 11 m)
- Prečko Zagreb – ZET Zagreb 2:0
- Sava Zagreb – Vrapče Zagreb 0:2
- Prigorje Markuševec Zagreb – Trnje Zagreb 1:3
- Čehi (Gornji Čehi) – Nur Zagreb 1:3
- Šparta Elektra Zagreb – Lučko 0:7
- Prigorje Žerjavinec – Dinamo Odranski Obrež 0:3

### Osmina finala
Utakmice su igrane 13., 14., 21., 27. i 28. listopada 2015.
- Kustošija Zagreb – Hrvatski dragovoljac Zagreb 1:0
- Dinamo Odranski Obrež – Lučko 2:1
- Dubrava Zagreb – Studentski grad Zagreb 7:0
- Rudeš Zagreb – Nur Zagreb 2:0
- Ponikve Zagreb – Sesvete Zagreb 5:2
- Maksimir Zagreb – Horvati 1975 1:1 (6:7 11 m)
- Trnje Zagreb – Vrapče Zagreb 2:2 (5:7)
- Prečko Zagreb –  Trešnjevka Zagreb 2:0

### Četvrtfinale
Utakmice su igrane 20. travnja 2016.
- Horvati 1975 – Kustošija Zagreb 0:4
- Ponikve Zagreb –  Dinamo Odranski Obrež 0:1
- Rudeš Zagreb – Prečko Zagreb 2:1
- Vrapče Zagreb – Dubrava Zagreb 2:2 (5:4 11 m)

### Polufinale
Utakmice su igrane 11. svibnja 2016.
- Vrapče Zagreb –  Kustošija Zagreb 0:0 (3:4 11 m)
- Dinamo Odranski Obrež – Rudeš Zagreb 0:7

### Finale
Finale je igrano 18. svibnja 2016.
- Kustošija Zagreb – Rudeš Zagreb 0:1